# Petite Suite (Borodín)
La Petite Suite es una suite de siete piezas para piano, escrita por Aleksandr Borodín, y considerada como su obra más importante para ese instrumento. Se publicó en 1885, aunque algunas de las piezas que la conforman se remontan a finales de la década de 1870. Después de la muerte de Borodín, Aleksandr Glazunov orquestó la composición, y añadió su orquestación de otra pieza de Borodín como un octavo número.
La suite fue dedicado a la Condesa Luisa de Mercy-Argenteau, que ayudó a que la Primera Sinfonía de Borodín fuera interpretada en Verviers y Lieja. También encargó traducciones al francés de algunas de sus canciones y fragmentos de El príncipe Ígor; y había iniciado el patrocinio de Camille Saint-Saëns y Louis-Albert Bourgault-Ducoudray para que Borodín fuera incluido miembro de la Sociedad francesa de Autores, Compositores y Editores.
Borodín tituló originalmente la obra como Petit Poème d'amour d'une jeune fille («Pequeños poemas de amor de una joven»), pero se publicó con el nombre Petite Suite.

## Estructura

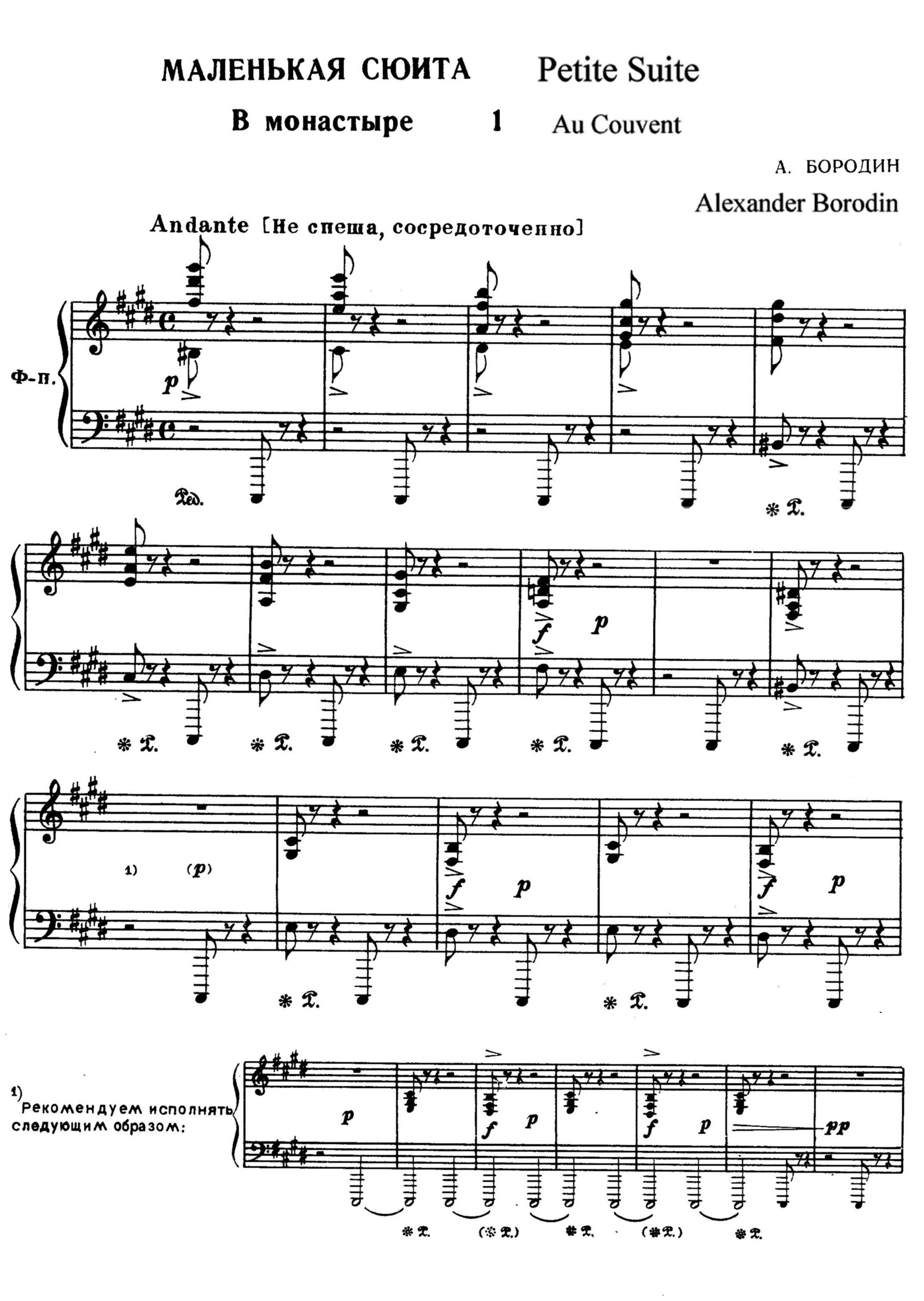
Comienzo de la partitura.

El conjunto original constaba de los siguientes 7 movimientos, con las descripciones proporcionadas por el compositor:
1. Au couvent, Andante religioso, do sostenido menor ("Los votos de la iglesia fomentan pensar solo en Dios")
2. Intermezzo, Tempo di minuetto, fa mayor ("Soñando sobre la vida en sociedad")
3. Mazurka I, Allegro, do mayor ("Pensando sólo en el baile")
4. Mazurka II, Allegretto, re bemol mayor ("Pensando tanto de la danza y la bailarina")
5. Rêverie, Andante, re bemol mayor ("Pensando sólo en la danza")
6. Serenata, Allegretto, re bemol mayor ("Sueños de amor")
7. Nocturno, Andantino, sol bemol mayor ("Arrullado por la felicidad de estar enamorado").[1][3]

Después de la muerte de Borodín en 1887, Aleksandr Glazunov orquestó la suite, pero incorporó otra pieza para piano de Borodin, el Scherzo en la bemol mayor, situándola entre la Serenata y fusionando el Scherzo con el Nocturno.
1. Au couvent
2. Intermezzo
3. Mazurka I
4. Mazurka II
5. Rêverie
6. Serenata
7. Finale: Scherzo (Allegro vivace, la bemol mayor) - Nocturno - Scherzo[4]